# Naineris retusiceps
Naineris retusiceps är en ringmaskart som beskrevs av Chamberlin 1919. Naineris retusiceps ingår i släktet Naineris och familjen Orbiniidae. Inga underarter finns listade i Catalogue of Life.